# Flock
A Flock eleinte a Gecko motorra majd a 3-as verziótól kezdve a Chromium alapú WebKit-re épülő elsősorban közösségi szolgáltatásokkal kiegészített, gyors webböngésző. 
A webböngészőktől elvárható funkciókon túl többek között a saját blogok (és szerkesztésük), a Flickr, a Photobucket, a Shadows webcímgyűjtők közvetlen elérése, sajátos RSS kezelések jellemzik.
A Flock egyaránt létezik Windows, Mac OS X és Linux környezetben.

## Fordítás
- Ez a szócikk részben vagy egészben a Flock (web browser) című angol Wikipédia-szócikk fordításán alapul.  Az eredeti cikk szerkesztőit annak laptörténete sorolja fel. Ez a jelzés csupán a megfogalmazás eredetét és a szerzői jogokat jelzi, nem szolgál a cikkben szereplő információk forrásmegjelöléseként.

## Külső hivatkozások
- A Flock weboldala
- Vége a Flock közösségi webböngészőnek
- Kinyírják a Flock böngészőt
- Lehúzza a rolót a Flock böngésző projekt